# یلوه گلوخاکستری
یلوه گلوخاکستری (نام علمی: Canirallus oculeus) نام یک گونه از سرده یلوه‌های نم‌زی است.